# Marianisten
Die katholische Ordensgemeinschaft der Gesellschaft Mariä (Marianisten, Ordenskürzel: SM) wurde 1817 in Bordeaux gegründet. Priester und Laienbrüder leben in ihr gleichberechtigt nebeneinander und sind als Schulbrüder in Schule, Seelsorge und verschiedenen Berufen tätig. Ihr Gründer war der selige französische Priester Guillaume-Joseph Chaminade, der (zusammen mit Adèle de Batz de Trenquelléon) auch eine gleichnamige Schwesterngemeinschaft ins Leben rief. Die Marianisten tragen kein Ordensgewand, sondern den Ring der Treue und ein besonderes Ansteckkreuz als sichtbares Zeichen der Zugehörigkeit. Die Hauptverwaltung ist in Rom.
Die 1020 Mitglieder der Gemeinschaft leben und wirken in 30 Ländern der Erde (Argentinien, Bangladesch, Belgien, Brasilien, Chile, Deutschland, Ecuador, Elfenbeinküste, Großbritannien, Frankreich, Guatemala, Indien, Irland, Italien, Japan, Kanada, Kenia, Kolumbien, Kongo, Korea, Kuba, Litauen, Malawi, Mexiko, Österreich, Peru, Polen, Sambia, Schweiz, Spanien, Togo, Tschechien, Tunesien und USA).
Sie arbeiten unter anderem an 95 Schulen, darunter 3 Universitäten, mit 113.000 Schülern, an Entwicklungsprogrammen, in Bildungshäusern und Pfarren.

## Aktuelles
Im August 2018 wurde beim 35. Generalkapitel in Rom Pater André Fétis zum Generaloberen der Marianisten gewählt. Beim 36. Generalkapitel im Juli 2024 wurde er in seinem Amt bestätigt. Gleichzeitig wurden Fr. Dennis Bautista (USA, Bildung), Fr. Jérôme Balakiyéma (Togo, Ökonomie) und Pater Pablo Rambaud (Spanien, Geistliches) zu Generalassistenten ernannt bzw. in ihrer Funktion bestätigt. Für die Marianisten in Deutschland und Österreich wurde am 13. August 2018 Pfarrer Helmut Brandstetter zum Regionaloberen ernannt.

## Marianisten in Deutschland und Österreich
Die ersten Marianisten wurden 1857 nach Graz gerufen. Heute sind die Marianisten an folgenden Orten vertreten:
- Greisinghof: Bildungsheim in Tragwein im Mühlviertel (mit der Regionalleitung für Deutschland und Österreich)
- Albertus-Magnus-Schule: Volksschule und Gymnasium samt Studentenheim in Wien
- Marianum: Neue Mittelschule in Freistadt
- Marianum: Realschule und Oberstufen-Gymnasium in Fulda

## Marianisten in der Schweiz
- Gemeinschaft Saint-Raphaël in Freiburg im Üechtland (1839–1847, ab 1903; die erste Gemeinschaft bestand seit 14. September 1839 in der Grand Rue; bis 1982 in Freiburg: Internationales Seminar Regina Mundi)
- Gemeinschaft Chaminade in Sion (seit 1845; mit dem Marianisten-Chalet von Planchouet) – Wegzug im November 2022[4]
- Marianisten in Brig/Naters (seit 1879)
- ehemalige Niederlassungen[5]
  - Altdorf UR 1846–1974
  - Basel 1855–1884
  - Dietikon ZH 2003–2010
  - Ebmatingen ZH 1982–1988
  - Grangeneuve (Gem. Posieux FR) 1903–1953
  - Grimisuat VS 1858–1869
  - Grolley FR 1944–1947
  - Lausanne VD 1843–1848, 1887–1914
  - Martigny VS 1889–1994
  - Middes FR 1947–1979
  - Monthey VS 1894–1975
  - Montreux VD 1901–1947
  - Ovronnaz (Gem. Leytron VS) 1982
  - Sierre VS 1903–1914
  - Tafers FR 1845–1847
  - Zürich 1947–2018[6]

## Generalsuperiore
- Guillaume Joseph Chaminade (1761–1850, amt. 1817–1845)
- Georges-Joseph Caillet (1790–1874, amt. 1845–1868)
- Jean-Joseph Chevaux (1796–1875, amt. 1868–1875)
  - Charles Demangeon (1830–1915, amt. 1875–1876) (Generalvikar)
- Joseph Simler (1833–1905, amt. 1876–1905)
- Joseph Hiss (1846–1922, amt. 1905–1922)
  - Henri Lebon (1861–1943, amt. 1922–1922) (Generalvikar)
- Ernest-Joseph Sorret (1866–1933, amt. 1923–1933)
  - François Joseph Jung (1874–1960, amt. 1933–1934) (Generalvikar)
- François-Joseph Kieffer (1864–1940, amt. 1934–1940)
  - François Joseph Jung (1874–1960, amt. 1940–1946) (Generalvikar)
- Sylvester Joseph Juergens (1894–1969, amt. 1946–1956)
- Paul-Joseph Hoffer (1906–1976, amt. 1956–1971)
- Stephen Joseph Tutas (1926–2022, amt. 1971–1981)
- Jose Maria Salaverri (1926–2018, amt. 1981–1991)
- Quentin Joseph Hakenewerth (* 1930, amt. 1991–1996)
- David Joseph Fleming (1939–2020, amt. 1996–2006)
- Manuel J. Cortés Soriano (* 1945, amt. 2006–2018)
- André Fétis (* 1961, amt. seit 2018)[7][1]

## Bekannte Marianisten
- Jakob Gapp (1897–1943), Priester im Widerstand gegen den Nationalsozialismus (Seligsprechung 1996)
- Paul-Joseph Hoffer (1906–1976), Generalsuperior, Teilnehmer des Zweiten Vatikanischen Konzils
- Josef Grünstäudl (1941–2022), Kirchenhistoriker mit Schwerpunkt zur Ordensgeschichte der Marianisten
- Johann G. Roten (* 1941)[8], Mariologe und Direktor des IMRI (bis 2010) an der University of Dayton/Ohio
- Hans Eidenberger, Rektor des Bildungshauses Greisinghof (Tragwein/OÖ)